# Cailloux-sur-Fontaines
Cailloux-sur-Fontaines és un municipi francès, situat a la metròpoli de Lió
i a la regió de Alvèrnia - Roine-Alps. L'any 2007 tenia 2.339 habitants.

## Demografia

### Població
El 2007 la població de fet de Cailloux-sur-Fontaines era de 2.339 persones. Hi havia 812 famílies de les quals 122 eren unipersonals (61 homes vivint sols i 61 dones vivint soles), 249 parelles sense fills, 399 parelles amb fills i 42 famílies monoparentals amb fills.
La població ha evolucionat segons el següent gràfic:
Habitants censats

### Habitatges
El 2007 hi havia 847 habitatges, 819 eren l'habitatge principal de la família, 3 eren segones residències i 25 estaven desocupats. 779 eren cases i 57 eren apartaments. Dels 819 habitatges principals, 705 estaven ocupats pels seus propietaris, 97 estaven llogats i ocupats pels llogaters i 17 estaven cedits a títol gratuït; 6 tenien una cambra, 20 en tenien dues, 70 en tenien tres, 204 en tenien quatre i 519 en tenien cinc o més. 718 habitatges disposaven pel capbaix d'una plaça de pàrquing. A 267 habitatges hi havia un automòbil i a 524 n'hi havia dos o més.

### Piràmide de població
La piràmide de població per edats i sexe el 2009 era:
| Homes | Edats   | Dones |
| ----- | ------- | ----- |
| 0     | 95 o +  | 0     |
| 0     | 90 a 94 | 4     |
| 8     | 85 a 89 | 4     |
| 4     | 80 a 84 | 8     |
| 32    | 75 a 79 | 32    |
| 12    | 70 a 74 | 20    |
| 20    | 65 a 69 | 20    |
| 36    | 60 a 64 | 28    |
| 60    | 55 a 59 | 64    |
| 76    | 50 a 54 | 68    |
| 116   | 45 a 49 | 116   |
| 100   | 40 a 44 | 104   |
| 108   | 35 a 39 | 108   |
| 48    | 30 a 34 | 68    |
| 28    | 25 a 29 | 24    |
| 60    | 20 a 24 | 60    |
| 108   | 15 a 19 | 108   |
| 108   | 10 a 14 | 100   |
| 80    | 5 a 9   | 88    |
| 64    | 0 a 4   | 52    |

## Economia
El 2007 la població en edat de treballar era de 1.612 persones, 1.192 eren actives i 420 eren inactives. De les 1.192 persones actives 1.137 estaven ocupades (599 homes i 538 dones) i 55 estaven aturades (21 homes i 34 dones). De les 420 persones inactives 145 estaven jubilades, 208 estaven estudiant i 67 estaven classificades com a «altres inactius».

### Ingressos
El 2009 a Cailloux-sur-Fontaines hi havia 831 unitats fiscals que integraven 2.485 persones, la mediana anual d'ingressos fiscals per persona era de 26.902 €.

### Activitats econòmiques
Dels 91 establiments que hi havia el 2007, 2 eren d'empreses alimentàries, 6 d'empreses de fabricació d'altres productes industrials, 23 d'empreses de construcció, 17 d'empreses de comerç i reparació d'automòbils, 2 d'empreses de transport, 2 d'empreses d'hostatgeria i restauració, 1 d'una empresa d'informació i comunicació, 4 d'empreses financeres, 6 d'empreses immobiliàries, 14 d'empreses de serveis, 10 d'entitats de l'administració pública i 4 d'empreses classificades com a «altres activitats de serveis».
Dels 27 establiments de servei als particulars que hi havia el 2009, 2 eren tallers de reparació d'automòbils i de material agrícola, 5 paletes, 2 guixaires pintors, 4 fusteries, 2 lampisteries, 4 electricistes, 1 perruqueria, 2 restaurants, 4 agències immobiliàries i 1 saló de bellesa.
Dels 3 establiments comercials que hi havia el 2009, 1 era una gran superfície de material de bricolatge, 1 una fleca i 1 una floristeria.
L'any 2000 a Cailloux-sur-Fontaines hi havia 26 explotacions agrícoles que ocupaven un total de 576 hectàrees.

## Equipaments sanitaris i escolars
L'únic equipament sanitari que hi havia el 2009 era una farmàcia.
El 2009 hi havia una escola elemental.

## Poblacions més properes
El següent diagrama mostra les poblacions més properes.